# Nowe Żabno
Nowe Żabno – wieś w Polsce położona w województwie lubuskim, w powiecie nowosolskim, w gminie Nowa Sól.
W latach 1975–1998 miejscowość administracyjnie należała do województwa zielonogórskiego.
Wieś wzmiankowana po raz pierwszy w 1295 r. jako Szczhabna Nova, w średniowieczu dobro rycerskie. W 1825 r. znajdował się tu pałac z folwarkiem, wiatrak, browar i gorzelnia. Miejscowość nosiła nazwę Neu Tschau, którą w 1937 r. zmieniono na Schliefen. Przy drodze prowadzącej do Ciepielowa zachowały się resztki cmentarza ewangelickiego z XIX w.